# 滕霍
滕霍（西班牙語：Tenjo）是哥倫比亞的城鎮，位於該國中部，由昆迪納馬卡省負責管轄，距離首府波哥大37公里，始建於1603年4月8日，面積108平方公里，海拔高度2,679米，2005年人口16,607。